# 24236 Денієлберґер
24236 Денієлберґер (24236 Danielberger) — астероїд головного поясу, відкритий 7 грудня 1999 року.
Тіссеранів параметр щодо Юпітера — 3,346.